# Фельцер, Виллем
Виллем Хендрик Фельцер (нидерл. Willem Hendrik Feltzer; 26 августа 1874, Делфт — 26 июня 1931) — нидерландский скрипач, музыкальный педагог, композитор и дирижёр.
Учился в Берлине у Йозефа Иоахима, концертировал в Германии как солист и в составе так называемого Голландского квартета. Некоторое время жил в берлинской общине вегетарианцев. Вернувшись в Нидерланды по окончании Первой мировой войны, основал в Роттердаме собственный музыкальный лицей, который в дальнейшем стал одним из слагаемых образованной в 1930 году Роттердамской консерватории; при активном участии Фельцера состоялось привлечение к руководству консерваторией крупнейшего нидерландского композитора того времени Виллема Пейпера. Фельцеру принадлежит собственный учебник скрипичной игры (нидерл. Nieuwe methode voor het positiespel op de viool; 1923). В 1918 году стал одним из соучредителей и первым руководителем (до 1928 г.) «Общества совместной творческой практики профессиональных музыкантов» (нидерл. Genootschap van Beroepsmusici tot Onderlinge Kunstbeoefening) — исполнительского клуба, постепенно переросшего в Роттердамский филармонический оркестр.
В творчестве Фельцера преобладали камерные сочинения. Григорий Пятигорский упоминает в своих мемуарах о своём исполнении в ходе американских концертов 1929—1930 гг. Скерцо из Двух пьес для виолончели и фортепиано Op. 3 Фельцера и о связанном с ним забавном казусе (исполнители перелистнули разом несколько страниц и сыграли пьесу без середины, вызвав её краткостью восторг публики), заканчивая замечанием: «больше мы Фельцера не играли»; в 1931 г., однако, Пятигорский осуществил (уже с другим аккомпаниатором) запись этой пьесы. Среди вокальных произведений Фельцера — цикл «Девичьи песни» (нем. Mädchenlieder) на стихи Э. Гейбеля.